# Dendrobium puncticulosum
Dendrobium puncticulosum är en orkidéart som beskrevs av Johannes Jacobus Smith. Dendrobium puncticulosum ingår i släktet Dendrobium, och familjen orkidéer. Inga underarter finns listade i Catalogue of Life.